# Estação Restauradores
Restauradores é uma estação do Metropolitano de Lisboa. Situa-se no concelho de Lisboa, em Portugal, entre as estações Avenida e Baixa-Chiado da Linha Azul. É uma das onze estações pertencentes à rede original do Metropolitano de Lisboa, inaugurada a 29 de dezembro de 1959.

## Descrição
Esta estação está localizada na Praça dos Restauradores. possibilitando o acesso ao Coliseu dos Recreios, ao Teatro Politeama, ao edifício sede da Santa Casa da Misericórdia de Lisboa aos Elevadores da Glória e do Lavra e à Estação Ferroviária do Rossio. O projeto arquitetónico original (1959) é da autoria do arquiteto Falcão e Cunha e as intervenções plásticas da pintora Maria Keil. À semelhança das mais recentes estações do Metropolitano de Lisboa, está equipada para poder servir passageiros com deficiências motoras, contando com vários elevadores e escadas rolantes que facilitam o acesso às plataformas.

## História
No âmbito das obras de ligação à estação Baixa-Chiado, a estação Restauradores esteve encerrada no fim de semana de 1 e 2 de agosto de 1998, ficando brevemente a estação Avenida como terminal da Linha Azul.

## Intervenções

### Ampliação
A 11 de fevereiro de 1977 foi concluída a ampliação da estação, que consistiu no prolongamento das plataformas e a construção de um novo átrio. O projeto arquitetónico foi da autoria do arquiteto Benoliel de Carvalho e contou com novas intervenções plásticas da pintora Maria Keil.

### Remodelações

#### Átrio Sul
A 15 de setembro de 1994 foi concluída a remodelação do átrio norte da estação com base num projeto arquitetónico da autoria dos arquitetos Sanchez Jorge e Duarte Nuno Simões, e foi instalada na estação uma obra do pintor Luiz Ventura, denominada Brasil-Portugal: 500 anos — A Chegança, em contrapartida às obras As vias da Água e As vias do Céu, do litógrafo David de Almeida, oferecidas para a Estação Conceição do Metro de São Paulo.

#### Átrio Norte

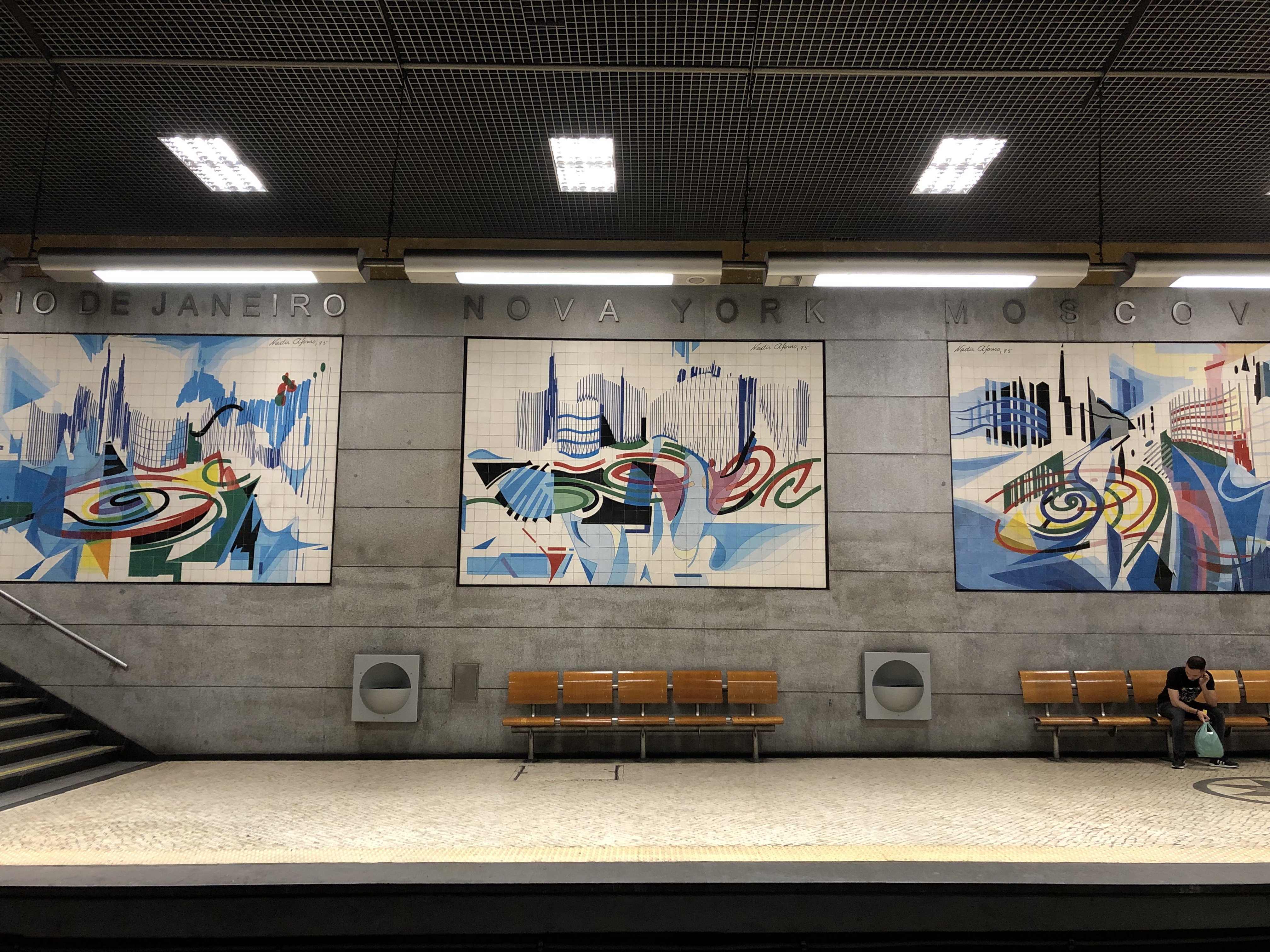
Rio de Janeiro, Nova Iorque, Moscovo, três dos seis painéis de azulejo da autoria de Nadir Afonso

No final da década de 1990 foi realizada a remodelação do átrio sul da estação com base num projeto arquitetónico da autoria do arquiteto Manuel Ponte com intervenções plásticas do pintor Nadir Afonso (seis painéis de azulejo representando Rio de Janeiro, Nova Iorque, Moscovo, Madrid, Paris e Londres) e do escultor Lagoa Henriques. Neste âmbito, foi inaugurada a 7 de outubro de 1996 uma galeria de ligação direta à Estação Ferroviária do Rossio, a qual incluía passadeiras mecânicas, que parte do átrio sul, no subsolo entre o Hotel Éden e o Palácio Foz, desembocando num vasto átrio com escadas rolantes sob as plataformas da estação ferroviária. Os acessos à superfície do átrio sul permaneceram porém encerrados, por virtude das obras ainda aí a decorrer, sendo a estação franqueável apenas por dois das três acessos do átrio norte, servindo o átrio sul apenas como acesso à estação ferroviária até à conclusão da remodelação, a 8 de agosto de 1998.

## Acessos
Esta estação conta com oito acessos pedonais e um elevador entre o átrio e a superfície:
- Acesso 1 - está localizado na esquina sudeste da Praça dos Restauradores, próximo do entroncamento com a Rua do jardim do Regedor. Está direcionado para norte e conta com escadas pedonais.
- Acesso 2 - está localizado na esquina sudeste da Praça dos Restauradores, próximo do entroncamento com a Rua do jardim do Regedor. Está direcionado para sul e conta com escadas pedonais.
- Acesso 3 - está localizado na esquina sudoeste da Praça dos Restauradores. Está direcionado para nascente e conta com escadas pedonais.
- Acesso 4 - está localizado na esquina sudoeste da Praça dos Restauradores. Está direcionado para noroeste e conta com escadas pedonais.
- Acesso 5 - está localizado no passeio poente da Praça dos Restauradores. Está direcionado para sudeste e conta com escadas pedonais.
- Acesso 6 - está localizado no interior do edifício da Estação Ferroviária do Rossio. Está direcionado para poente e conta com cinco escadas mecânicas assim como escadas pedonais.
- Acesso 7 - está localizado no passeio entre as vias centrais e a via lateral poente da Av. da Liberdade, próximo da Praça dos Restauradores. Está direcionado para noroeste e conta com escadas pedonais.
- Acesso 8 - está localizado no passeio entre as vias centrais e a via lateral poente da Av. da Liberdade, próximo da Praça dos Restauradores. Está direcionado para noroeste e conta com escadas pedonais.
- Elevador - está localizado no passeio entre as vias centrais e a via lateral poente da Av. da Liberdade, próximo da Praça dos Restauradores, direcionado para nordeste.